# Preben von Ahnen
Preben von Ahnen (født 18. september 1606 på Rügen, død 15. november 1675) var en dansk-norsk embedsmand og militær kommandant. Han stammede fra en adelsslægt fra Pommern og kom til Norge i 1629. Efter en militær karriere blev han udnævnt til lensherre for Nordlandene i 1646. Senere blev lenene afviklede og amterne indført, derved blev han den første amtmand i Nordlandene. I de 20 år, hvor han besad disse stillinger, udmærkede han sig som administrator og militær, han bidrog til at udvikle flere næringsveje og blev en af landets største indehavere af jordegods, således ejede han at jernværk. Blandt andet oprettede han Ulefos Jernværk sammen med svogeren Ove Gjedde (1594–1660). I slutningen af sit liv blev han amtmand i Bratsberg Amt.
Ahnens militære bedrifter drejede sig især om generobringen af Trøndelag fra svenskerne i 1658, kendt som Bjelkefeiden. Ahnen fik ansvar for udskrivning og udrustning af soldater fra sit len nordpå. Han ankom Trøndelag med tre kompagnier med tilsammen omkring 360 mand i efteråret 1658. Sammen med flere andre norske militære styrker lykkedes de at generobre Trøndelag. Året efter ledede han et felttog til sølvminen i Nasa i svensk Lapland ved Saltfjellet. Dette for st ødelægge noget, som blev vurderet som en økonomisk vigtig faktor for svenskernes videre mulighed for krigsføring.

## Familie og baggrund
Ahnen blev født den 18. september 1606 i Rügen i Pommern som søn af den pommerske adelsmand Staffen von Ahnen (ca. 1530 – ca. 1614). Hans mor er ikke kendt. Han blev første gang gift med Else Knudsdatter Urne, som han fik tre børn med. Hun var datter af lensherre Knud Axelsen Urne (1564–1622) til Årsmarke og Margrethe Eilersdotter Grubbe (1568–1654).
Han skal være blevet benævnt som junker, det vil sige "ung adelsmand", i flere breve til ham i 1650-årene.
Den 8. marts 1657 giftede han sig med Karine Iversdatter Vind (1626–1705) i Odense, datter af Iver Vind (1590–1658) og Helvig Skinkel (1602–77). En af sønnerne i dette andet ægteskab var Iver von Ahnen (1659–1722), som også blev embedsmand. Ahnen døde den 15. november 1675. Han var da amtmand i Bratsberg amt.

## Liv og virke

### Tidlig karriere
Ahnen kom første gang til Norge i 1629 i forbindelse med et arveopgør efter sin onkel Claus von Ahnen. Dermed arvede han muligvis en landejendom, og han forblev i Norge. Fra 1640 var han ritmester i et rytterkompani i Sydnorge (Rytterne Søndenfjelds).
Han deltog i krigen mod Sverige i årene 1643–1645, kendt som Torstenssonkrigen, med titel af krigskommissær ved felthæren (Commissair en Campagne). Før han kom til Nordlandene, havde han købt flere gårde, blandt andet Tosnes i Stokke ved Tønsberg. Det menes også, at han har arvet godserne Nederhoff og Bautel i Pommern.

### Lensherre for Nordlandenes len
I 1646 blev Ahnen udnævnt til lensherre for Nordlandenes len. Efter, at den forrige lensherre, Frands Kaas, døde i 1638, var Nordlandene blevet delt op i små len og administreret af fraværende lensherrer. Dette betyder, at disse for det meste ikke var bosatte i regionen og endog, at de i nogle tilfælde aldrig rejste nord over. Dette var noget, som også var forekommet flere gange tidligere. Med krig- og krisetid blev Nordlandene samlet i et len, som Ahnen skulle sætte i krigsberedskab. Imidlertid havde han udsat rejsen nord over efter den formelle indsættelse og fik som følge heraf et brev dateret januar 1647 fra Kong Christian IV med ordlyden "… ville vi deg hermed alvorligen have paamindet, at du efter forrige Ordre og dit Forleningsbrevs Inhold retter dig efter til dit Len dig strax at begive …".
At Ahnen blev udnævnt til lensherre kan have sammenhæng med, at han var en god administrator, samt at han kunne blive nyttig i en krisesituation, som var forventet kunne opstå. Senere fik han også hovedrollen i forsvaret af Nordnorge i krigene mod svenskerne kendt som Karl Gustav-krigene.

#### Klimaændringer, krig, krisetider og samisk indvandring
Det var generelt vanskelige tider gennem hele 1600-tallet med koldt klima, dårlige avlinger og dårlig fiskeri, selv om der også var nogen opgangsperioder. Ahnen berettede selv om vanskelige forhold til Kongen i 1658: "den almindelige fattigdom" i Nordlandene og "det ringe fiskeri". Dette blev atter beskrevet i en supplik (et klagebrev) til Kongen i 1661, og disse klager fra embedsfolkene fortsatte gennem hele 1600-tallet. I dette århundrede var det også generelt et dårligt udbytte fra lofotenfiskeriet, hvilket ramte hele landsdelen hårdt.
Nedgangen i fiskerierne kan beskrives ved, at der i 1631 og 1632 var omkring 100 jekter i Nordnorge for at transportere tørfisk fra Lofoten til købmændene Bergen. I begyndelsen af 1650-erne var tallet faldet til 79. Ahnen beskrev situationen således i et brev: "Belangendes den besværing over skattene, da er det vist at skipper- og styrmannsskatt falder demb alle for tongt, og er en del af jegterne allerede ophuggen, saa at i fremtiden vilde, for den gemene mand falde tongt at faa deres fisk [til Bergen] og hva de have at forhandle tilbage." Imidlertid faldt antallet af jekter ikke yderligere resten af århundredet.
Krigstiden omkring 1650-erne gav imidlertid byrder for almuen i form af øgede skatter. Dette samme gjaldt også for fjeldsamerne, som blev pålagt større skatter fra den svenske statskasse. Dette fik svenske samer til at flytte over grænsen og ind i Norge. Ahnen bekymrede sig over dette, og han modtog klager over, at så mange samer kom til landsdelen. I Enontekis i Torne lappmark i Sverige spurgte fogeden samerne om hvorfor så mange var flyttet ud. Svaret var, at de forventede et bedre liv ved kysten i Norge. Senere i 1660- og 1670-erne kom endnu flere svenske samer over til Norge, denne gang for at undgå at blive tvunget til arbejde i et nyoprettet sølvværk i Kvikkjokk.

#### Udvikling af residensen på Bodøgård
Lokalhistoriker Knut Moe skriver i Bodin bygdebok at Ahnen omkring 1650 fik bygget en ny residens på Bodøgård. De tidligere to lensherrer, som havde haft langvarig virke nordpå, havde deres bopæl på Inndyr i Gildeskål, men Ahnen var altså indstillet på at bo på den oprindelige residensgård på Bodøgård. Imidlertid skriver Terje Gudbrandson i Gårds- og slektshistorie for kirkegrenda, at Ahnen derimod var tilfreds med at reparere husene, som fandtes der fra tidligere uden nybyggeri. Dette var et stort gårdskompleks, men på grund af pligtarbejde, som almuen måtte udføre, indkom der klager til Kongen. Almuen mente, at den store bygning krævede for megen istandsættelse. Residensen havde mange stuer og flere udhuse. Det var også en stald med plads til tolv heste.
Ahnens gårdsdrift på Bodøgård blev efterhånden meget omfattende. Årligt skulle bruges 25 tønder såkorn (udsæd) og i hans kvægstald var det på et tidspunkt 24 køer. Denne mængde såkorn var mange gange over det, som var almindeligt for gårdene nordpå. Han fik også bygget en mølle på Bodøgård.
Nærmeste nabo til lensherrens residens var præsten Hans Lauritzen Blix (1596–1666). Både Ahnen og Blix var driftige mænd, som begge ville udvide gårdsdriften. Fra tidligere var lensherregården blevet skilt ud fra præstegården uden, at man havde været så nøje med grænsemarkeringen mellem de to ejendomme. Blix havde udvidet gårdsdriften i udmarksområderne, som var fælles for de to gårde, i stort omfang. Dette førte til, at mulighederne for en udvidelse af driften for Bodøgård blev meget begrænsede. Et andet forhold var, at præsten havde opført sig på måder, som provokerede lensherren. I Blix sin lange tid som sognepræst var det kun Ahnen, som kunne yde en jævnbyrdig modstand.
Forholdet mellem Ahnen og Blix blev efterhånden så anstrengt, at kongen udnævnte lagmanden Manderup Pedersen Schønnebøl (1603–1682) og lensherren på Vardøhus, Jørgen Friis, for at løse grænsespørgsmålene. Ahnen argumenterede med, at jorden under lensherregården stod svagere end præstegården, når det gjaldt rettigheder i udmarkerne, skønt de to gårde havde lige skyld i årlig skat. Endvidere stod nogle huse tilhørende præsten inde på ejendommen tilhørende lensherren. Udgangen på disse stridigheder blev, at Blix knapt måtte trække sig tilbage på nogen af de rettigheder, han havde gjort krav på. Ahnen på sin side fortsatte at drive gårdsbruget på Bodøgård med fremgang indenfor de grænser, som var sat. Imidlertid var der nogen store ulemper med at "… Samme Residentz gaard meget betrengt och Inklempt aff neste Grandernis eigedom, at Residentzens Fæ og Queeg iche kannd kome til femarken uden det schal driffues offr Lantz herrens Agger och Eng til Schade …".
Forholdet mellem Blix og Ahnen fortsatte med at være dårligt efter, at grænserne var trukket op. Blandt andet ansatte Ahnen en præst i Saltdalen uden at rådføre sig med Blix. Da denne præst døde tre år senere, prøvede Blix at gribe ind ved ansættelse af en ny præst. Det viste sig, at Blix og menigheden ikke kunne blive enige om den nye præst. Ahnen greb da ind og fik myndighed af kongen til selv at udstede kaldsbrev til en efterfølger. Det anstrengte forhold mellem Ahnen og naboen Blix blev nævnt af digterpræsten Petter Dass (1647–1707) i nogle verselinjer i Nordlands trompet.
"Nu vil jeg mig vende til Bodøens Strand,
 Der ser jeg en Prest og en adelig Mand
 At være to nærmeste Grander,
 Den ene velbyrdig, den anden vellærd,
 Saa ser man, at Herrens og Gideons Sverd
 Sig tidt med hinanden beblander.
 Vor Amtmand, som byder i Konningens Navn,
 Og Præsten, som taler Jerusalems Gavn.
 De begge det Gilgal bebygge. 
Imellem dem skyller en eniste Bæk,
 Gud skyllde dog ei deres Kjærlighet væk,
 Gjør dem i Samdrægtighet trygge!
Naar Moses og Aron staar sammen hos Gud,
 Da gives der deilig Befalinger ut,
 Vor Herre velsigne dem begge.
 
Peter Dass, Nordlands trompet
I 1666 døde præsten Blix. Blix havde en søn, som fungerede som kapellan for faderen, og som var sikker på, at han skulle overtage kaldet efter sin fader. Sønnen var dygtig som teolog og en naturlig arvtager af præsteembedet. Imidlertid ville Ahnen det anderledes, han havde i marts 1666 fået et kongebrev, som gav Ahnen kaldsretten for præstegjeldet. Dermed kunne Ahnen sørge for at få indsat præsten Brede Claussøn Stabel (1632–1676), som var gift med datteren af Ahnens godsforvalter. Motivet for dette, mener historikeren Terje Gudbrandson, var hævn for, at Blix bogstaveligt talt havde lukket vejen for lensherrens gårdsdrift i en årrække. Ikke blot var hævnen næret af de konkrete forhold men også af, at præsten med sin rigdom og position havde udfordret lensherrens autoritet i bygdefolkenes øjne i tyve år. Trods alt var det lensherren, som stod i rang lige efter kongen og ikke præsten.

#### Istandsættelse af kirker
Indtægtsgrundlaget for præsterne og kirken blev svækket i kriseårene i løbet af 1600-tallet. I 1640-erne blev lave indtægter fra tienden (1/10 skat på al indkomst) og forsømte tjenester så omfattende, at klagerne nåede frem til kongen. Samtidig blev også vedligeholdelsen af kirkerne forsømt. En anden ting var de ændrede klimaforhold med regnfulde somre, som gjorde, at kirkerne rådnede og blev skadede. Ydermere var inventaret i kirkerne også slidt og i dårlig stand. Ahnen tog disse problemer alvorligt, da han blev lensherre: fra 1645 og fremover blev således kirkeregnskaberne indført i lensregnskaberne.
I 1671 bekostede han udgifterne for bygningen af en kirke i Skrova med 1300 rigsdaler.
I Saltdalen fandtes der ikke en kirke således, at bygdefolket måtte rejse ud i Skjerstadfjorden til Skjerstad kirke. I en artikel i Budstikken fra 1824 nævnes det, at folkene i Saltdalen blev belønnede for deres deltagelse i et militært felttog ind i Sverige til Nasa sølvmine i form af at få deres egen kirke. Denne blev bygget i 1660.

#### Postgang i Nordnorge
Den 20. marts 1663 fik Ahnen ved kongelig forordning ansvar for at organisere postgangen hele vejen fra Trøndelag til Finnmark. Postførere skulle have ansvaret for at føre posten på de forskellige strækninger langs kysten. Der blev brugt almindelige nordlands- og bindalsbåde. Postførere måtte selv holde sig med både og udstyr, og undervejs var almuen forutsat at sørge for deres mad og husly. På denne måde skulle kronen undgå udgifter til postgangen. I mange år var der kun levering af post to til tre gange om året, først i 1777 blev postgangen udvidet til hver sjette uge.

#### Overgang til amtmand
Efter, at kong Frederik III var blevet enevældig konge i 1660, blev der gennemført en administrativ overgang fra lensherrer til amtmænd. Ahnen blev dermed den første amtmand i Nordlandene. En del nye administrative ændringer blev gennemførte, som at statsforvaltningens folk fik mere specialiserede stillinger, og at de blev underlagt strengere kontrol. Til trods for dette havde de forsat muligheder for egenrådig opførsel, kongens vilje til at styre embedsmændene var heller ikke så stor.
Ordningen med, at lensherren skaffede sig egne indtægter, blev videreført med overgangen til amtmænd, hvilket for øvrigt gjaldt for alle embedsmænd. Som amtmand fik Ahnen 500 rigsdaler i årlig fast løn, resten af indtægterne måtte han skaffe sig selv. Dette gav stillingen da også rigelige muligheder for. Generelt var amtmandstillingerne attraktive på grund af deres status og muligheder for avancement. En anden ordning var, at amtmændene selv, som lensherrerne tidligere, bidrog til at finansiere de offentlige opgaver. Dette gjaldt også andre embedsmænd; ordningen var således, at kronen til dels var afhængig af, at statens tjenestemænd selv kunne finansiere de opgave, som de var pålagte. Det var dermed ikke nogen klar adskillelse mellem deres private næringsindtægter og offentlige ydelser som løn eller privilegier. Imidlertid fandtes der grænser, som embedsmændene skulle holde sig indenfor, men disse var til stadighed genstand for diskussioner og forhandlinger.
Da Ahnen forlod Nordlandene, havde han vært øverste lokale myndighed i over 20 år. Den nye amtmand blev Knud Ovessøn Gjedde, som var nordpå i 17 år før en ny tog over i 1686. Efter ham kom amtmænd, som videreførte skikken fra 1500-tallet, hvorefter lensherrerne styrede uden selv at være bosatte i landsdelen. Amtmændene opholdt sig derfor kun kortvarigt på Bodøgård helt frem til 1770, da amtmændene atter begyndte at residere nordpå. Men husene på Bodøgård var da så forfaldne, at amtmanden Ove Sørensen Schjelderup (1674–1756), som var amtmand fra 1704, delvis boede i Trøndelag og på Inndyr i Gildeskål.

### Lensherre for Bratsberg len
I årene 1669–75 var Ahnen amtmand i Bratsberg. Han fik denne stilling, da han var 63 år, men arbejdede da ikke længere med den samme intensitet, som han havde gjort i Nordnorge. Det var naturligt, at han havde ønsket sig dertil, eftersom han fra tidligere ejede meget jordegods i Vestfold, Buskerud og Bratsberg. Han fik også her en fast løn på 500 rigsdaler per år.
Ahnen var i sin tid i Bratsberg meget fraværende. Han havde efter tidens skik en fuldmægtig til tage sig af de daglige administrative gøremål.

### Ahnens krigsindsats under under Karl Gustav-krigene
I Ahnens tidlige karrière deltog han i krigen mod Sverige i årene 1643–1645 kendt som Torstenssonkrigen. Resultatet af denne krig var, at Danmark-Norge måtte afstå Jämtland og Herjedalen til Sverige i 1645. Dette tabte land ville kongen vinde tilbage. Næste krig kom senere end planlagt. Først i 1657 blev krigen startet, men denne gang blev tabet endnu større ved, at svenskerne formåede at erobre Trøndelag. Dermed var Norge delt i to dele frem til, at landsdelen blev generobret, men uden at andre tab i Torstenssonkrigen blev vundet tilbage ved freden i 1660. Krigene havde givet staten alvorlige finansielle problemer, hvilket gav en anledning for Fredrik III til at gennemføre en statsomvæltning; fra da af var kongen i Danmark-Norge enevældig.

#### Forberedelser til krig i Nord-Norge
Under optakten til Karl X Gustavs anden danske krig i årene 1657–1660, som var del af en større konflikt kendt som Karl Gustav-krigene, blev Ahnen den 9. marts 1657 udnævnt som generalkommissær (militær øverstkommanderende) for det nordenfjelske, først sammen med kansler for Norge Ove Bjelke (1611–1674) og senere sammen med officeren Jørgen Bjelke (1621–1696). I denne forbindelse vurderede Ahnen muligheden for et norsk angreb fra Nordland mod Sverige. Sommeren 1657 blev Helgelands, Saltens og Senjens kompagni opstillede, krigsskibe sat i beredskab og Ahnen etablerede vagthold ved den svenske grænse.
Militæret i Nordnorge var blevet omorganiseret efter freden i 1645, hvilket indebar, at den landmilitære organisering blev afviklet. En årsag til dette var ulempen for jektesejladsen, hvis mange mænd skulle være soldater fremfor at deltage i den vigtige transport af varer til og fra landsdelen. Dette var for øvrig noget, som adskilte Nordlandene fra resten af landet. Et forslag fra statholder Hannibal Sehested (1609–1666) fra 1647 gik ud på, at der i Nordland skulle være et nok så omfattende militærvæsen bestående af 1 major, 5 kaptajner, 6 løjtnanter, 12 sergeanter, 24 gefreitere, 6 trommeslagere samt yderligere nogen enkeltstillinger. Dette skulle hvert år finansieres med 8.030 rigsdaler. Denne plan kom der ikke noget ud af, men det vides, at Ahnen fik besked fra kongen i 1653 på at ansætte en kaptajn med navn Jacob Sinclair og "befordre han til et Landcompagni eller og til at exercere Landfolket og Almuen". Imidlertid blev det igen nødvendigt at mønstre mænd til militærtjeneste ved krigsforberedelserne i 1657. En forudsætning var, at dette ikke skulle gå ud over handelen. Der blev organiseret land- og søværn, og der blev holdt vagt ved bavnene i tilfælde af krig. Ahnen fik desuden ansvar for at skaffe 500 bådsmænd.
Man ved ikke til hvad, kompagnierne gjorde under den tid, de var oprettede, men i et brev, som den svenske landshøvding skrev til Stockholm, stod der, at der var observeret norske vagter i bjergene i november 1657. Endvidere var der også set norske spejdere på svensk territorium. Der kendes også et brev fra præsten i Lycksele om norske soldater ved Kjølen, altså grænsebjergene, som havde været ufine over for svenske samer. Det svenske modtræk var hurtigt at opsætte vagtstyrker ved grænsen mod Norge. Svenskerne var på denne tid bange for, at så snart sneen kom, ville norske soldater drage ind i landet på ski og med rensdyr. I slutningen af januar 1658 havde nogen samer også set en norsk afdeling på fuld fart ind i Piteå lappmark med "flyvende faner".

#### Svenskerne erobrer Trøndelag og nordmændene forbereder modoffensiv
I 1657 var Ahnen i København for at deltage i diskussioner om krigsforberedelser og et mulig angreb mod Sverige fra Nordnorge. Det virker ikke som om, at Ahnen var særlig interesseret i et angreb mod Sverige, og da især Nasa sølvværk, så dette initiativ kom sandsynligvis fra centrale myndigheder i København. Ahnen påpegede at der kun var farbar vej mellem Helgeland og Salten og over til Sverige om vinteren, samt om sommeren, når elvene havde deres mindste vandmængder. Et andet vanskeligt forhold var tre dages rejsetid over til Nasa sølvværk, idet områderne var så golde, at der ikke var foder for heste. Han beskrev videre, at et "raid" mod Sverige kun ville have til hensigt at ødelægge sølvværket, men at videre indtrængning i Sverige ville være utilrådelig på grund af de store svenske ødemarker i nord. Hvis sølvværket blev ødelagt, mente Ahnen, at svenskerne ville reagere med gengældende plyndringstogter på norske områder. Derfor måtte man efter et raid opsætte bevæbnede vagthold i grænsepassene mod Sverige.
Den 11. mai 1657 blev der sendt et kongebrev til Ahnen fra kong Fredrik III, hvori der stod, at "… så snart du fornemmer, at det kommer til Ruptur immelom oss og Kongen af Sverige, du da efter din underdanigste Forslag gjører den Diversion, dig mulig er, enten at ruinere hans Sølvbergverk og den derhos ny funderte By, eller i andre Maader."
På sin hjemrejse fra Danmark i maj rejste Ahnen via Christiania og Trondhjem. Først ville han forhandle med statholderen Niels Trolle (1599–1667) om kanoner, derefter havde han behov for at rådføre sig med rentemester Peder Vibe (også Wibe) (cirka 1596–1658) og officeren Jørgen Bjelke (1621–1696) i Trondhjem. Endvidere måtte han skaffe både officerer, våben og udstyr, før han rejste videre nord over.
Soldaterne var uden træning og havde dårligt udstyr, der manglede officerer, våben og ammunition. Ahnen måtte skaffe det nødvendige udstyr ved at optage lån fra finansmanden Joachim Irgens (1611–1675). Dermed formåede Ahnen at opsætte tre kompagnier på omkring 100 mand fra henholdsvis Helgeland, Salten og Senjens fogderier. Før disse blev sendt ud i strid, blev det imidlertid indgået en fred foråret 1658, men inden denne havde svenskerne erobret Trøndelag. Efter fredsslutningen i Roskilde som endte med, at Trøndelag blev overdraget til svenskerne, blev de nordlandske soldater hjemsendte. Dette var i slutningen af april 1658.
Ahnen og tidligere lensherre i Trøndelag, Peder Vibe, blev tilkaldte til Trøndelag sommeren 1658 for at trække de nye grænser mellem de nye svenske landområder og de norske distrikter. Specielt var der uenighed, om Bindalen hørte til distrikterne Helgeland eller Namdalen. Man kom frem til hvilke gårde, som skulle tilhøre Helgeland, og hvilke, som skulle blive del af Sverige.

#### Generobringen af Trøndelag – Bjelkefeiden
Freden var kortvarig, og i august 1658 udbrød der krig igen, i Norge kendt som Bjelkefeiden, og Ahnen støttede generobringen af Trøndelag. Den svenske konges ambition var fortsat ekspansion således, at også Nordnorge skulle erobres af Sverige. Med dette formål indledte svenskerne en ny krig i august 1658. De tre nordnorske kompagnier blev derfor mobiliserede på ny, nu med henved 120 mand i hvert kompagni. På grund af svenskernes erobringer i Trøndelag var motivationen hos bondesoldaterne denne gang større end ved tidligere konflikter. Dermed var der omkring 300 bondesoldater fra Nordlandene, som deltog under kampene i Trøndelag. To trediedele af soldaterne var bevæbnede med geværer, de resterende havde hellebarder. Hver soldat var udstyret med våbenkjole, hat, sko, et par strømper, et par vanter og skjorte. Desuden var der for hvert kompagni en fane og trommeslager.
Bjelke, som ledede offensiven, havde sendt dele af Det Oplandske regiment, Det Akershusiske regiment, samt et dragonkompagni tilhørende Trøndelag. Alle disse blev ledede af oberst Georg Reichwein (1596–1667). Dertil kom Det Bergenhusiske regiment ledet af officeren Reinhold von Hoven (død 1682), en del trøndere og Ahnens nordlandskompagnier, som kom ad søvejen.
Ahnen og hans nordlandskrigere skal have gjort en betydelig indsats under generobringen af Trondhjems len. Blandt andet var det Ahnen og von Hoven, som den 22. oktober sendte en skriftlig opfordring til svenskernes guvernør Claes Nilsson Stiernsköld (1617–1676) om overgivelse. Nogen endelig overgivelse kom imidlertid ikke før den 11. december 1658. I anledning af forhandlinger om kapitulationen var Ahnen og Jakob Due i Trondhjem som gidsler for at sikre, at de svenske forhandlere blev behandlet ordentligt.
Ahnen var også med ved krigshandlingerne senere i 1659, da Jämtland blev generobret.

#### Videre krigsforberedelser i Nordlandene og felttog til Nasa sølvverk
Fredsslutningen mellem Danmark-Norge og Sverige var efter dette usikker en tid. Ahnen sørgede på sin side for at være forberedt på et muligt angreb fra Sverige mod Nordlandene. Han fik opsat vagtposter på fjeldovergangene og ude ved fjordene. Videre byggede han skanser uden for sin residens ved Bodegård (Skansholmen) samt nederst i Saltdalen mod Saltdalsfjorden (Skansen). Saltdal var forventet at være et sandsynlig sted for et svensk angreb mod Nordland, dette på grund af sølvminen i Nasa ved grænseområderne. En anden ting var, at Saltdal var egnet som støttepunkt ved et muligt norsk angreb.
I august 1659 angreb Ahnen Nasa med halvdelen af Saltens kompagni. Det kom ikke til kamp, men sølvminen og smeltehytten i Silbojokk blev ødelagte, mens arbejderne flygtede. Ekspeditionen mødte altså ingen modstand.
Tidligere har det været hævdet, at angrebet skete om vinteren (i februar 1658), og at det dermed militært set var en bedrift. Senere har historikeren Arne Odd Johnsen (1909–1985) tilbagevist dette og hævdet, at angrebet skete om sommeren i 1659.

#### Krigsforberedelser efter Ahnens tid som amtmand i Nordlandene
Samtidig, som Ahnen ødelagde Nasa sølvværk, var der fredsforhandlinger mellem Europas stormagter. Fredstraktaten blev indgået i maj 1660. Imidlertid havde Danmark-Norge ikke vundet de landområder, som var tabt under Torstenssonkrigen, tilbage, derfor ville kongen være forberedt på en gunstig anledning for nye erobringer. Den såkaldte lægdsordning, hvorved flere gårde sammen skulle have ansvar for at udruste en soldat, blev opretholdt. Præster og fogeder opstillede i 1665–1666 mandtalslister for at kortlægge tilgangen til soldater. Disse blev udskrevet til tjeneste i marine eller hær, men de blev ikke indkaldte til eksercits. For øvrigt støttede Ahnen de foregående vurderinger af, hvorledes hæren i Nordland skulle organiseres.
Efter Ahnens tid som amtmand i 1672, angreb Frankrig Nederlandene og allierede sig samtidig med Sverige. Kong Christian V så nye muligheder for at genvinde det tabte, dermed blev nye krigsforberedelser sat i gang og et kompagni på 200 mand fra Helgeland ble sendt til Trondhjem i 1675. Yderligere 100 mænd blev udskrevet til tjeneste i marinen. Det kom til kamphandlinger våren 1676, samt at svenskerne angreb Trøndelag i 1677. En fred mellem stormagterne blev indgået i 1679, men Christian V var ikke tilfreds med udfaldet. Efter dette fulgte 20 år med oprustning, samtidig som det også var økonomiske krisetider. Så i 1711 under den store nordiske krig blev hele 1.000 nordlændinge udskrevet til tjeneste på krigsskibe. Foruden det store antal af udskrevne unge mænd blev skatterne også forøgede betragteligt. Det kom til protester blandt befolkningen i hele Norge. Efter krigsslutningen i 1720 var der mange, som var døde på grund af sygdom på orlogsskibene. For mange af dem, som overlevede, åbnede der sig nye muligheder i udlandet, nogen slog sig derfor ned i København, andre i Bergen og Trondhjem. Sverige var efter dette ikke længere nogen stormagt, hvilket bragte fred mellem de skandinaviske lande i mange følgende årtier.

### Egne næringsveje
I et brev, som Ahnen sendte fra Trondhjem den 19. juni 1654 til kansler Christen Thomesen Sehested (1664–1736), tog han initiativ til at forbedre jordbruget i Nordlandene. En helgelænding med navn Absalon Christopherssøn var fremkommet med et forslag om oprettelse af et kornmagasin og forbedret jorddyrkning i regionen. Forbedret kornhøst ville forøge kronens indtægter ved større korntiende. Det meste af korntienden kom fra Helgeland: "… der er vel med Konrdyrkning tilforne noget overseet, som dog Anordning, Formaning og Hjælp forbedres." Ahnen siger, at i Salten, hvor han bor, ville han selv sørge for, at intet bliver forsømt med agerdyrkningen, men, som han også nævnte, kan mangt og meget slå fejl. Det vigtige var, at tiltag mod dårlige år blev gjort.
Et tema for lokalhistorikere i Bodø er hvem, som startede med kræmmervirksomhed og hvornår. Ahnen kan allerede i 1650-erne have skaffet sig ejendomme, som gjorde, at han ikke var til at komme uden om, når det gjaldt handel fra Burøya, nær ved nutidens Bodøhavn. Det kan tænkes, at Ahnen selv drev handel på Burøya på lignende måde, som andre gjorde længere inde i Saltfjorden. Allerede halvvejs gennem 1660-erne begyndte Ahnen at nedtrappe sin virksomhed, og i 1664 solgte han en bod på Burøya til borger, Sjur Jonsson fra Trondhjem. Dette skal være den første sikre dokumentation af handelsvirksomhed i Bodø-området.
Efter, at Ahnen forlod Nordlandene i 1670-erne, havde han fortsat interesse i at udvikle næringsveje nordpå. Specielt prøvede han at få udviklet fiskeri og hvalfangst. Han startede med bedre udnyttelse af torskerogn, som han fik monopol på at eksportere. Men hverken hvalfangsten eller eksporten af rogn blev nogen stor succes. Han prøvede også bjergværksdrift nordpå, men heller ikke dette lykkedes.
I henhold til historikeren Tor Weidling var det få adelsfolk i 1600-tallet, som engagerede sig i fiskerierne eller produktion af tørfisk. Ahnen ser ud til at være en undtagelse i så henseende, og han var også interesseret i selv at være tilstede under fiskeriet. Han havde derfor egne huse for ophold på Skrova og på Vågan. Endvidere er der fra 1661 i hans egen jordebog noteret, at han har forskellige huse for sine folk, når de var på fiskeri. Dette omfatter en bod i Tørrfjorden, boder og et søhus i Vågan, et "skjor" i Henningsvær, to rorbuer i Moskenes, samt et naust og to små huse i Sigerfjord. Huset i Sigerfjord var i brug under sildefiskeri.
Ahnen må også ha satset på skibsbyggeri. Ifølge skriftlige kilder havde han i 1643 et såkaldt defensionsskib på 120 lester samt otte andre skibe under bygning. Dette var skibe, som kunne stilles til kongens disposition. Også her var Ahnens virksomhed større end blandt andre adelsmænd, da det ikke er kendt, at adelige måtte bygge mere end et skib på denne tid. Både Ahnen og to andre kendte adelige skibsejere fra denne tid byggede skibene med ønske om toldfrihed og privilegier.
Han var også interesseret i minedrift og jernværker. I 1657 etablerede han Ulefos Jernværk sammen med svogeren Ove Gjedde. En tid var han også ejer af Fossum jernværk i Gjerpen. Ahnen solgte Fossum jernværk til Peter Børting (1626–1702) i 1669, samme år som han flyttede fra Bodøgård til Bratsberg. Ahnen var begunstiget ved, at kronen havde behov for jern, derfor havde han god afsætning af produktionen ved jernværkerne, som han ejede. Dette meget på grund af krigene i midten af 1600-tallet.
Weidling har i sin fremstilling af adelens økonomi på 1500- og 1600-tallet påpeget, at Ahnen og hans svoger Ove Gjedde, var blandt de få adelige på denne tid, som engagerede sig indenfor mange næringsvirksomheder. En faktor, som spillede en rolle, var de muligheder, som fandtes i det distrikt, som de var sat til at lede. En anden motivation for adelsmænd i embedsstillinger var muligheden for, at succes og rigdom indenfor næringsvirksomhed, senere kunne give et forbedret udgangspunkt for fremtidige gode stillinger.

### Opkøb af landejendom
Selv om embedsmændene mistede noget af deres tidligere selvstændighed, beholdt de magtbasen som landejere efter overgangen fra len til amt. Krigene i midten af 1600-tallet havde Danmark-Norge blandt andet finansieret via lån fra embeds- og finansmanden Joachim Irgens (1611–1675). Da disse skulle tilbagebetales, solgte staten krongodset i Nordnorge, sandsynligvis omfattede salget mere end halvdelen af jorden i nutidens Nordland og Tromsø. Blandt køberne var embedsmændene i vid udstrækning repræsenterede. Til embedsgodserne hørte der rettigheder, som fogderne forvaltede. Ved jordsalget forsvandt disse således, at det førte til en svækket offentlig forvaltning. Embedsmændene befæstede på denne måde deres stilling privat og udviklede sig endnu mere til en magtelite i Nordnorge.
Ahnen startede også hurtigt opkøb af ejendomme i det distrikt, som han var sat til at administrere. Mange af landejendommene, som han sikrede sig, var på Helgeland, hvoraf Dønnes hovedgård var den største.
Ahnen blev efter en række opkøb af jordejendom en af de største landejere i Norge. Allerede i 1651 købte han Dønnesgodset på Helgeland, men han fortsatte med at bo på lensherrens residens på Bodøgård. Lige før han døde, solgte han det meste af jordegodset i Nordlandene til toldkommissionær Peder Christophersen Tønder (1641–1694). Dette bestod da af omkring 130 gårde.
Han købte også en række landejendomme i distriktet omkring sin residens på Bodøgård. Endvidere købte han henved 100 gårde i Vestfold, dette mens han endnu var lensherre i Nordlandene. Men allerede i 1650-erne begyndte han at sælge og pantsætte flere af disse.
Omkring 1660 havde Ahnen fået ejendomsretten til fem sædegårde, hvoraf tre lå i Nordlandene. Det siger noget om størrelsen af disse gårde ejede af Ahnen nordpå, at de tilsammen brugte 40,7 tønder såkorn årligt, eller 13,5 tønder i gennemsnit pr. gård. Gennemsnitligt på denne tid brugte gårdene i Nordlandene 1,23 tønder årligt. For øvrigt var det almindeligt, at embedsfolkene på denne tid havde ejendomsret til flere sædegårde.
Via sit andet ægteskab og arv havde han fået i sin besiddelse godserne Kaupanger Hovedgård og Stedje i Sogn. Senere overtog sønnen, stiftsamtmand Iver von Ahnen, disse ejendomme, og via ægteskaber blev Losnagodset også inkluderet i sønnens jordegods. Disse tre gårde blev så i 1710 solgt til lagmand Nils Knag, som senere blev adlet og fik navnet Knagenhjelm. For øvrigt var det meget almindeligt i 1600-tallet, at de adelige embedsfamilier havde mange forbindelser indbyrdes via ægteskaber. Ahnen repræsenterer de mange adelige udenlandske slægter, hvoraf de fleste var danske, som i løbet af 1600-tallet helt overtog styringen i Norge. Dette efter, at de gamle norske adelsfamilier fra middelalderen i løbet af 1500-tallet havde mistet deres indflydelse.
Ahnen havde også store landejendomme i nærheden af Bratsberg amt, hvor han blandt andet ejede sædesgårdene Fossnes, Herre-Skjelbred i Tønsberg amt og Eid i Sandsvær.
Ahnens søn døde uden børn således, at jordegodset, som han havde samlet sig, ikke blev holdt samlet efter hans død.

## Eftermæle
I Bodø er der et fjeld, som kaldes Junkerfjell, dette skal skrive sig fra da Ahnen fik lensherreejendommen.
På Rognan i Saltdal, hvor Saltelva strømmer ud i Saltdalsfjorden, er et område, som hedder Skansen. På dette sted skal, ifølge en gammel overlevering, Ahnen have slået lejr under felttoget mod Nasa. Han skal have holdt lejr der i et halvt år. I Saltdal findes en vej, som hedder Preben von Ahnens veg.
Et andet minde efter felttoget skal være navnet på dalen, som de drog igennem, nemlig Junkerdalen. Endnu et gammelt minde om felttoget er, at Ahnen gav folkene i Saltdalen tilladelse til at bygge en kirke i dalen som tak for deres indsats. Denne overlevering er nedskrevet af præsten Søren Christian Sommerfelt i 1820-erne.